# غودرون شيمان
غوردون شيمان (بالسويدية: Gudrun Schyman)‏ (9 يونيو 1948) هي سياسية سويدية تشغل حاليًا منصب المتحدث الرسمي باسم حزب المبادرة النسوية بالسويد، الحزب الذي شاركت في تأسيسه مع سيسيليا نوردلينج بلانكو عام 2005.
ترأست حزب اليسار السويدي من عام 1993 حتى يناير 2003، وظلت عضوة حتى عام 2004 ثم تفرغت للعمل النسوي بعد فضيحة التهرب الضريبي، وظلت عضوة مستقلة في البرلمان الأوروبي حتى عام 2006، اشتهرت بأفكارها المثيرة للجدل كفرض ضريبة خاصة على الرجال.

## رئاسة حزب اليسار

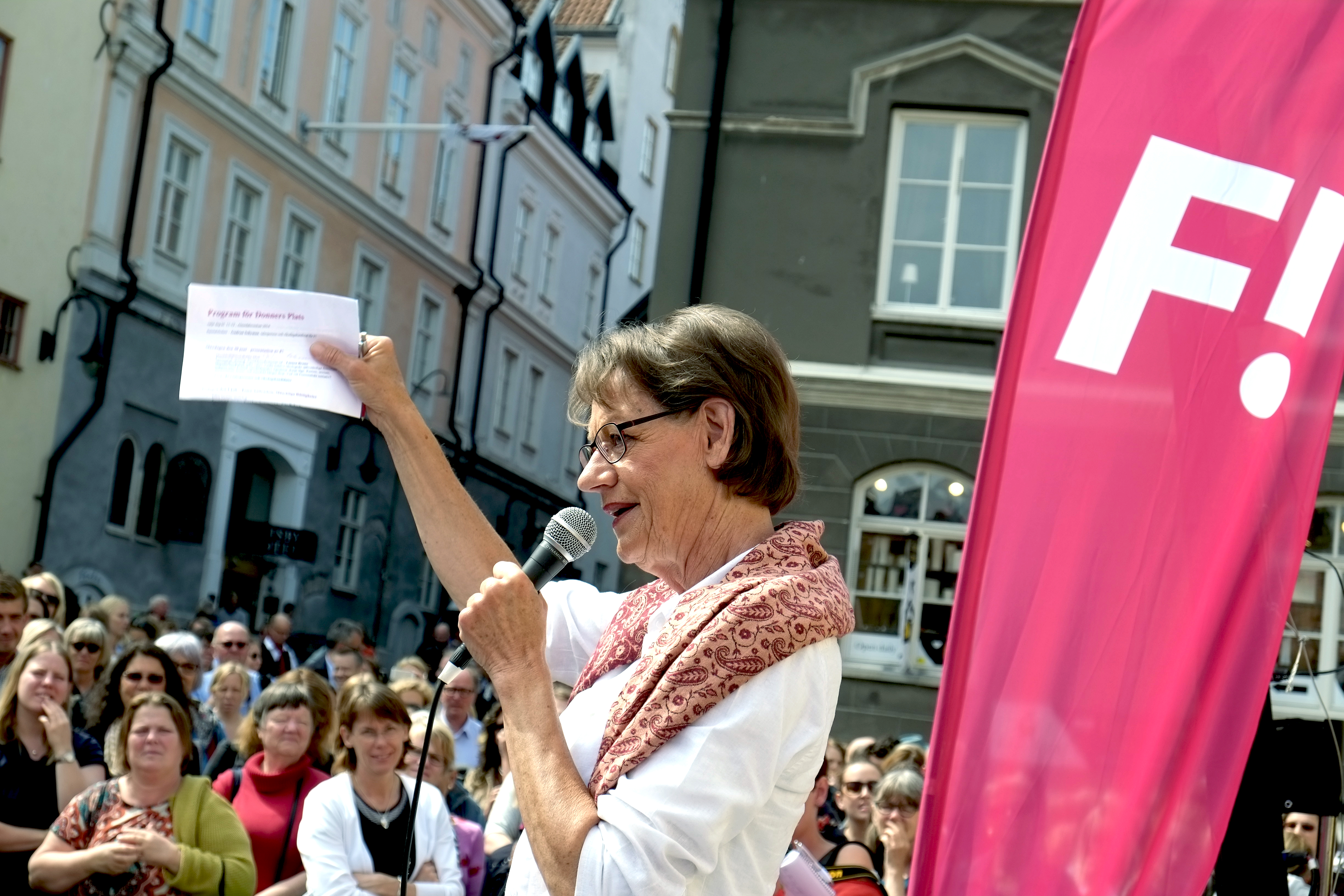
غوردون شيمان تتحدث في فيسبي خلال أسبوع الميدالن

تم انتخاب غوردون شيمان كرئيسة لحزب اليسار عام 1993. وقد تضاعف عدد أعضاء البرلمان المنتمين للحزب خلال فترة ولايتها، وقد اكتسبت شعبية بفضل صراحتها؛ فمثلًا أعلنت عه موقفها من الكحوليات ودعمها لمبادرة منع الكحول في البرلمان الأوروبي. وخلال رئاستها اعتمد الحزب النسوية كأيديولوجية. اتهمت عام 2003 بالتهرب الضريبي؛ إذ قامت بتضليل السلطات ومحاولة الحصول على تخفيضات ضريبية غير مشروعة.
عام 2002 ألقت خطبة عن اضطهاد الرجال للنساء، قالت فيها:«تحدث الاضطهادات والانتهاكات ضد المرأة بأشكال مختلفة باختلاف المكان لكن الطراز والوتيرة ثابتة في أفغانستان كالسويد».
في أكتوبر 2004 قدمت شيمان هي وأعضاء البرلمان المنتمين للحزب تقديرًا لتكلفة العنف ضد المرأة، وطالبوا بتمويل الدولة لملاجئ خاصة بالنساء. اجتذب الاقتراح اهتمامًا واسع النطاق، وأطلقت عليه وسائل الإعلام «ضريبة الرجل».

## تأسيس المبادرة النسوية

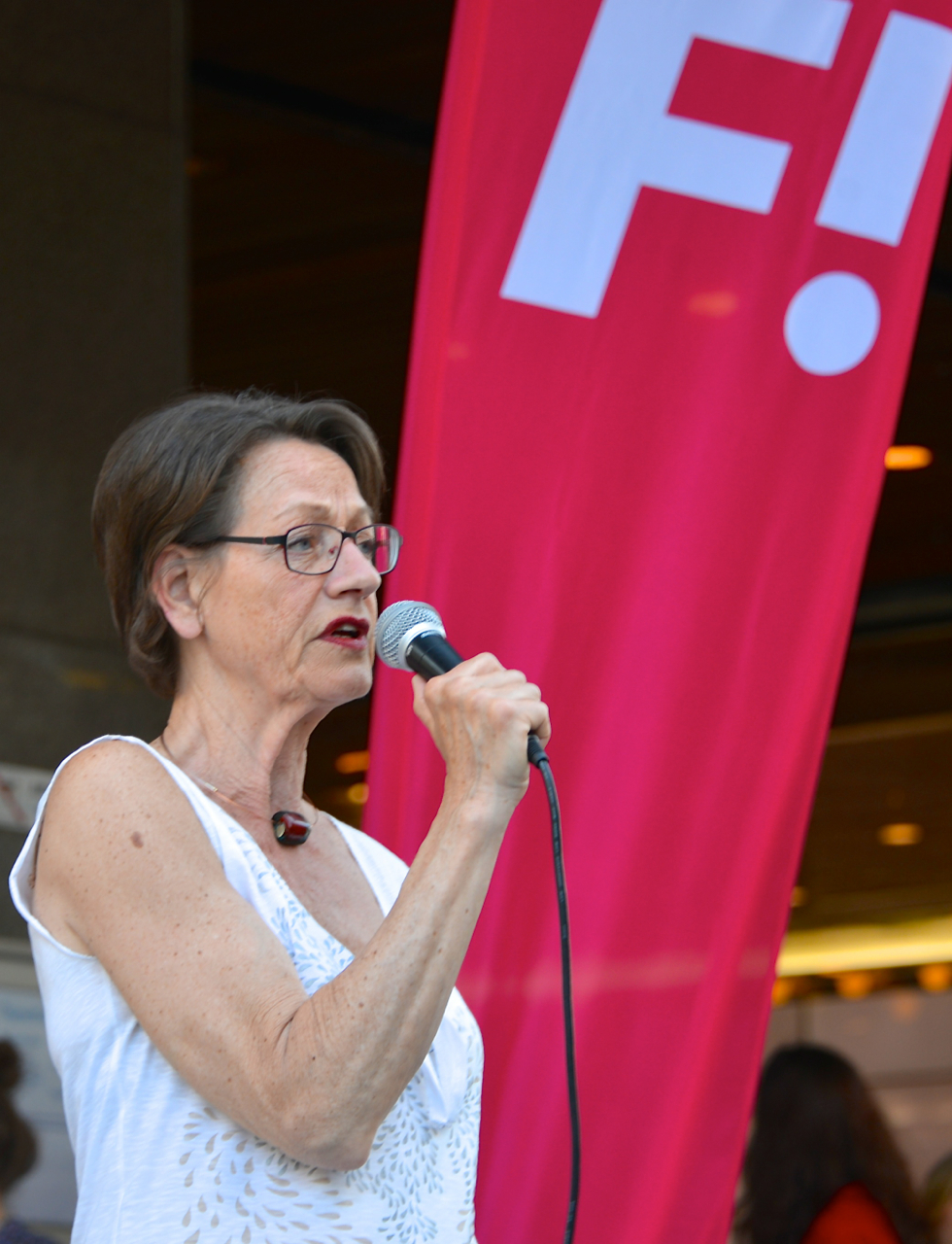
غوردون شيمان تتحدث نيابةً عن حزب المبادرة النسوية في ستوكهولم، 2014

تركت غوردون حزب اليسار عام 2004، وفي 2005 شاركت في تأسيس حزب المبادرة النسوية، وقد قام الحزب بالترشح في الانتخابات البرلمانية بالسويد عام 2006، أيدته الممثلة الأمريكية جين فوندا، وتبرعت بمبلغ 400,000 كرونة سويدية لأجل الحملة، وقد حظي بنسبة 0.7% التي لا تصل إلى الحد الأدنى اللازم للتمثيل البرلماني وهو 4%. وفي انتخابات 2009 حصل على نسبة 2.22% من الأصوات. في صيف 2010 قامت شيمان بإحراق 100,000 كرونة سويدية احتجاجًا على عدم تكافؤ الأجور بين النساء والرجال في السويد، كان المبلغ تبرعًا من الوكالة الإعلانية «ستوديو توتال» (Studio Total)، وحظي الحدث باهتمام عالمي. وفي انتخابات 2010 حصل الحزب على نسبة 0.4% فقط من الأصوات. أما انتخابات 2014 فكانت أنجح انتخابات يخوضها الحزب؛ إذ حظي بنسبة 5.3% من جملة الأصوات في السويد، وحصلت سورايا بوست على مقعد في البرلمان الأوروبي، وفي الانتخابات العامة حصل على نسبة 3.1% أي أنه لم يصل إلى الحد الأدنى المطلوب لكنه أصبح الحزب الأكثر شعبية خارج البرلمان.
وقد قدمت شيمان اقتراحًا في 6 يوليو 2015 في الميدالن تطالب فيه بخفض سن الاقتراع من 18 إلى 16 عامًا.

## روابط خارجية
- غودرون شيمان على موقع IMDb (الإنجليزية)
- غودرون شيمان على موقع كينوبويسك (الروسية)

موقع حزب المبادرة النسوية بالسويد